# Loreley
Loreley è un'opera lirica di Alfredo Catalani su libretto di Carlo d'Ormeville e Angelo Zanardini con la collaborazione di Depanis, Illica e Giacosa.
Trattasi del rifacimento di un'opera precedente, Elda, che aveva debuttato nel 1880. La partitura venne composta in un arco di tempo abbastanza breve (1886-87), ma rimase a lungo ineseguita a causa dello scarso interesse di Giulio Ricordi. La prima assoluta, infatti, si ebbe solamente il 17 febbraio 1890, al Teatro Regio di Torino, grazie all'appoggio di Giuseppe Depanis, amico di Catalani e direttore del teatro sabaudo.
La prima interprete di Loreley fu il soprano Virginia Ferni Germano.
Il successo fu sincero, anche se la critica definì troppo malinconica la musica del lucchese.

## Interpreti della prima rappresentazione
La prima ebbe luogo il 16 febbraio 1890 al Teatro Regio di Torino.
- Direttore: Edoardo Mascheroni
- Maestro del coro: Pietro Nepoti
- Scenografia: Ugo Gheduzzi

Gli interpreti furono:
- Loreley: Virginia Ferni Germano
- Anna: Eleonora Dexter
- Walter: Eugenio Durot
- Hermann: Enrico Stinco-Palermini
- Rodolfo: Francesco Natale Pozzi

## Genesi e fortuna dell'opera
Nel 1886 Catalani, reduce dal successo dell'opera Edmea era alla ricerca di un nuovo libretto e gli fu proposto inizialmente di lavorare sul romanzo di Flaubert La tentazione di sant'Antonio. Fu l'amico Depanis, tuttavia, a suggerirgli di riprendere l'opera Elda e di rimaneggiarla sotto tutti gli aspetti, soprattutto sotto il profilo scenico. Catalani si adoperò sin dal 1886 al lavoro sulla nuova opera, ribattezzata Loreley, convinto che avrebbe rappresentato il suo nuovo capolavoro. La composizione dell'opera si protrasse per tutta l'estate del 1887 e terminò nel novembre, come dimostra una lettera del 17 novembre 1887 all'amico Depanis. 
Il rifacimento del libretto presenta molte modifiche rispetto al precedente: innanzi tutto risulta più breve ed efficace, infatti i quattro atti vengono portati a tre e i quadri da nove a quattro; la componente spettacolare da grand opéra, molto presente in Elda, viene notevolmente ridotta in Loreley; i brani sinfonici presentano anch'essi una notevole riduzione in modo che l'azione si svolga con un ritmo più serrato. Il gusto melodico di Catalani appare più raffinato, il senso armonico più sottile e la scrittura più esperta.
L'opera riscosse un caloroso consenso del pubblico e piacquero soprattutto il primo e il terzo atto, ma, nonostante ciò, furono numerosi i commenti a proposito di una musica eccessivamente malinconica. Dopo la prima esecuzione al Teatro Regio di Torino l'opera fu riproposta il 18 febbraio 1892 al Teatro Carlo Felice di Genova diretta da Arturo Toscanini, al Teatro Argentina di Roma e al Massimo di Palermo.
La stampa dell'epoca giudicò positivamente il lavoro di Catalani, inserendolo tra i migliori lavori musicali moderni. Gli vengono riconosciute padronanza della tecnica, fisionomia individuale e sentimento drammatico. Il terzo atto viene giudicato il migliore, mentre il secondo appare come il più debole, per colpa del libretto. La componente fantastica dell'opera è quella di maggior successo, mentre quella puramente umana risulta poco efficace a confronto.

## Trama
L'argomento dell'opera si ispira alla ballata Loreley di Heinrich Heine del 1824, tratta da una leggenda renana di Clemens Brentano del 1802. 
È la storia di una bellissima sirena, Lorelei, che sta sempre seduta sulla cima di una roccia, sulla sponda destra del Reno. La sirena pettina i suoi capelli d'oro cantando una canzone melodiosa che ammalia i marinai che passano per di là. Essi, però, non potendo distogliere lo sguardo dalla sirena, perdono il controllo della barca, venendo inghiottiti dal fiume. 

### Atto primo
Intorno all'anno 1300, sulle rive del Reno.
Sullo sfondo una grotta e un bosco, popolato da pescatori, boscaioli, cacciatori e popolane indaffarate. Si odono commenti su un fosco presagio recentemente apparso che vuol dire che è inutile cacciare e pescare perché la selvaggina è all'erta e i pesci nuotano verso il mare. 
Nel castello di Oberwesel sulle rive del Reno, c'è festa, perché il sire Walter sta per sposare la bella Anna di Rehberg. Walter, però, confida all'amico Hermann (innamorato segretamente di Anna) di amare la bella orfana Loreley pur essendo consapevole di doverla abbandonare per sposare Anna. Hermann, mosso a pietà, lo prega di dimenticare Loreley. Nel frattempo Loreley canta un'aria che esprime il suo felice stato d'animo. Successivamente, sulle sponde del Reno, Loreley incontra Walter che la respinge e le conferma il suo abbandono. Disperata, elle sviene. Allora Hermann, che assisteva all'incontro di nascosto, invoca il dio del Reno perché vendichi Loreley. Nel secondo quadro Loreley sconvolta chiede agli spiriti che le venga data una bellezza irresistibile per vendicarsi sul traditore infliggendogli eterne pene d'amore. La richiesta è accettata purché Loreley diventi sposa del dio del Reno. Lei accetta e si getta tra i gorghi del fiume, riapparendo trasfigurata e bellissima, la nuova fata del fiume, pronta a vendicarsi.

### Atto secondo
In una radura a metà strada tra il castello di Walter e quello del margravio.
La dolce Anna si prepara alle nozze e riceve doni e visite dei poverelli che essa benefica. Hermann, incapace di nascondere l'amore che prova per Anna, la prega dii non credere a Walter, informandola che lui l'ha tradita. Lei lo respinge convinta di sposare Walter, l'uomo che ama. Dopo il valzer dei fiori ballato dai contadini festanti, inizia la solenne cerimonia nuziale, condotta dal margravio Rodolfo, zio e tutore di Anna. I due futuri sposi si parlano e un giovane intona il famoso epitalamio, ma proprio nel momento delle nozze appare Loreley. Walter, abbagliato dalla sua bellezza, abbandona Anna, sostenendo di non averla mai amata. Loreley allora si allontana veloce, mentre Anna e i presenti maledicono Walter.

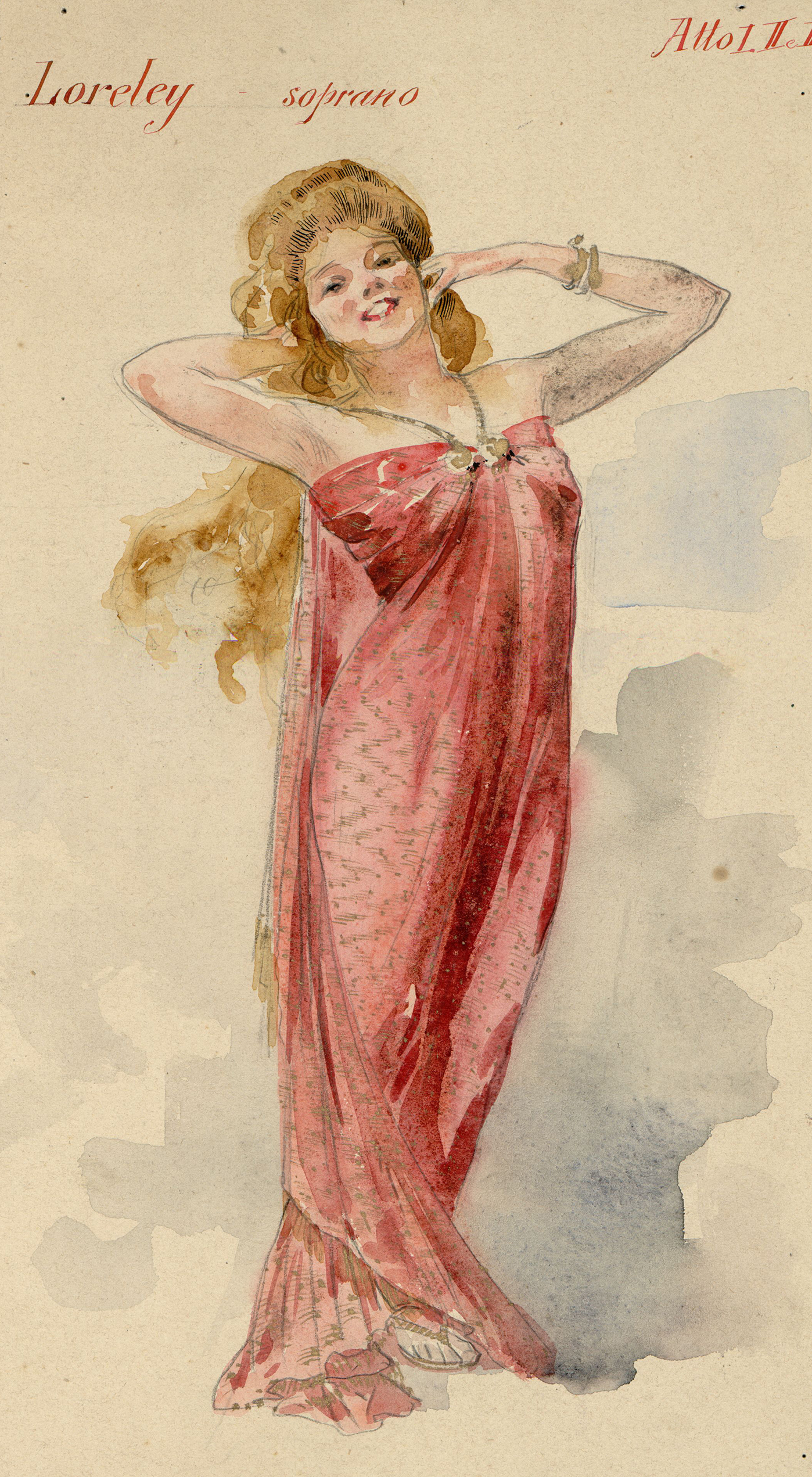
Figurino di Giuseppe Palanti per Loreley

### Atto terzo
Sulla spiaggia di Oberwesel.
Pescatori e boscaioli commentano che sulla rupe bianca è apparsa una nuova fata, che attira i naviganti e li fa sparire nei gorghi. Si ode poi avvicinarsi un corteo funebre, è il funerale di Anna, morta di dolore. Il margravio conduce il solenne corteo. Hermann commenta addolorato la morte della donna amata, e quindi fugge. Walter appare e preso da rimorso vorrebbe parteciparvi, ma viene cacciato via. Disperato per ciò che ha fatto, cerca di buttarsi nel fiume, ma le Ondine e le Ninfe del Reno lo bloccano. Alla danza delle Ondine appare anche Loreley, la nuova fata. Walter la riconosce e la implora. Lei sulle prime lo respinge, ma poi cede e scende verso di lui. Ma le voci degli spiriti del fiume ricordano a Loreley che essa è ora sposa del Reno. Anche Loreley, memore del giuramento fatto al dio del fiume, gli ricorda che ora essa non è più donna ma fata, e deve abbandonarlo per sempre. Walter si getta quindi nel Reno sulle note dell'ammaliante canto di Loreley, che dovrà per l'eternità svolgere il suo ruolo sulla rupe bianca.

## Brani famosi

### Atto primo
- Preludio
- Nel verde maggio (aria di Walter)
- Da che tutta mi son data (aria di Loreley)
- Per te sol vivo respiro e penso (duetto d'amore tra Walter e Loreley)
- Se il vero le leggende narrano (aria di Herrmann)
- Voglio beltà che affascini (aria di Loreley)

### Atto secondo
- Amor, celeste ebbrezza (aria di Anna)
- La sua preghiera pia (aria di Herrmann)
- Anna, sofferma il pie' (duetto di Herrmann e Anna)
- Valzer dei fiori: la danza sospira e in rapida spira
- Non t'angosciar se il riso (duetto di Walter e Anna)
- L'altar di candidi veli e di porpora (epitalamio)
- Vieni al mio seno... stringimi (aria di Loreley)

### Atto terzo
- * È morto un astro del ciel, corteo funebre di Anna (aria di Rodolfo)
- Danza delle ondine
- Deh ti rammenta quel dì beato (duetto Loreley-Walter)

## Analisi
L'unico personaggio che risulta dal punto di vista musicale e sotto l'aspetto drammaturgico completo e ben delineato è quello di Loreley, che costituisce il centro di tutta la vicenda e si fa carico dei sentimenti che caratterizzano l'intera opera: amore, odio, gelosia e vendetta. Nonostante la sua umile estrazione sociale viene innalzata ad eroina grazie al suo carattere forte e deciso che le fa assumere un ruolo predominante che travolge anche gli altri personaggi dell'opera. Anna muore in seguito alla vendetta messa in atto da Loreley e anche Walter viene trascinato alla rovina dalla sua apparizione. Gli altri personaggi vivono di luce riflessa, sono appena abbozzati. Il personaggio di Anna si contrappone a Loreley per carattere (dolce, mite, rassegnato) e anche per vocalità: Anna canta in modo puro e delicato mentre Loreley mantiene sempre una vocalità imperiosa e slanciata. 
Il dramma ha una natura essenzialmente fantastica che non viene intaccata dalla presenza di sentimenti realistici quali l'amore, la gelosia e l'odio. Uno dei temi più rilevanti dell'opera è l'elemento soprannaturale, che fa parte della cultura mitologica e fantastica del popolo germanico e che si ispira al modello wagneriano. Anche la presenza di un Leitmotiv ricorrente, la frase melodica dell'incantesimo, che percorre l'opera intera a partire dal Preludio fino alla conclusione del terzo atto è un chiaro richiamo a Wagner. È soprattutto nel personaggio di Walter che Catalani utilizza una melodia tipicamente tedesca che non si ritrova nel repertorio operistico italiano ed è proprio una ricerca di sganciamento dalla tradizione italiana quella che viene ricercata da Catalani nella Loreley, anche se molto spesso il risultato è quello di procedere su un doppio binario.

## Riferimenti letterari
Loreley è anche il titolo di una ballata di Clemens Brentano e di un poema di Heinrich Heine, dove si racconta la storia di una bellissima sirena, Lorelei, che sta sempre seduta sulla cima di una roccia, sulla sponda destra del Reno. La sirena pettina i suoi capelli d'oro cantando una canzone melodiosa che ammalia i marinai che passano per di là. Essi, però, non potendo distogliere lo sguardo dalla sirena, perdono il controllo della barca, venendo inghiottiti dal fiume.

## Registrazioni
1) Piero Cappuccilli,
Gianfranco Cecchele,
Rita Talarico,
Elena Souliotis,
Agostino Ferrin -
Orchestra e Coro della Scala,
Gianandrea Gavazzeni (1968)
2) Anna De Cavalieri, Rina Gigli,
Ken Neate, Piero Guelfi, Alfredo Colella -
Orch. e Coro della RAI di Milano,
Alfredo Simonetto (1954)
3) Martha Colalillo (Loreley), Maria Luisa Garbato (Anna di Rehberg), Piero Visconti (Walter), Gabriele Monici (Rodolfo), Alessandro Cassis (Hermann) - Orchestra e Coro del Teatro del Giglio di Lucca - Direttore: Napoleone Annovazzi (1982) - Bongiovanni GB 2015/6-2